# International Martial Arts Federation
| Portal | Portal:Sport |

International Martial Arts Federation (på japansk: Kokusai Budoin Kokusai Budo Renmei, 国際武道院・国際武道連盟) forkortes IMAF, er en international kampsportsorganisation, stiftet i 1952.
IMAF har hovedkvarter i Tokyo, Japan, og er repræsenteret i 17 lande.

## Formål
International Martial Arts Federation (IMAF) er dedikeret til at fremme og udvikle kampdiscipliner globalt.
Øvrige målsætninger er, at IMAF har interesse i etablering af kommunikation, venskab, forståelse og harmoni mellem medlemslandene, udvikling af medlemmernes sind og krop samt fremmelse af global forståelse og personlig vækst.

## IMAF's historie
International Martial Arts Federation (IMAF) blev dannet i 1952 af en gruppe af nogle af japans mest prominente kampsportsudøvere, inklusiv følgende personer:
- Kyuzo Mifune, Hanshi, Meijin Judo
- Kazuo Ito, Hanshi, Meijin Judo
- Shizuya Sato, Hanshi, Hanshi Nihon Jujutsu og Hanshi Judo
- Hakudo Nakayama, Meijin Kendo
- Hiromasa Takano, Meijin Kendo
- Hironori Otsuka, Meijin Karate
- Gogen Yamaguchi, Hanshi Karate
- Hirokazu Kanazawa, Hanshi Karate
- Kazuo Sakai, Hanshi Karate
- Katsuo Yamaguchi, Meijin Iaido
- Kisshomaru Ueshiba, Aikikai, Aikido. Søn af stifteren af Aikido, Morihei Ueshiba.

Den første formand var Prins Kaya Tsunenori (onkel til Kejser Hirohito, tidligere løjtant i Kejserens hær). Prins Kaya Tsunenori blev fulgt af Prins Higashikuni, som blev statsminister. IMAF, dengang kendt som National Japan Health Association sponsorerede den første, store, offentlige, kampsport demonstration i Japan i Hibiya Park, Tokyo, februar 1952.
Den siddende præsident af IMAF er Tokugawa Yasuhisa, oldebarn til den 15. og sidste Shogun af Japan, som hed Tokugawa Yoshinobu (1837 – 1913).
Der var et skisma i IMAF Europa, der førte til en separat gruppe bliver dannet i 1983 af Minoru Mochizuki, Hanshi, Meijin 10 Dan Aikido. I England var der en yderligere opdelt i IMAF UK i 2005, der førte til dannelsen af to tilknyttede organer UK IMAF og IMAF GB, der skiftede navn til United Kingdom Budo Federation.

## Grader og titler

### Kyu – og dan grader
Tekniske præstationer bliver målt ved hjælp af kyu – og dan-grader. Kyu-grader regnes for at være elev-grader, hvor den højeste kyu-grad (1. kyu) kan fås, hvis udøveren er 15. år gammel. Dan-graderne går fra 1. dan til 10. dan, hvor 10. dan er den højeste dan-grad. 
Gradueringen sker ved hjælp af dommerpanel, som arbejder ud fra et standardiseret regulativ.
Følgende grader kan udøveren tage:
| Grad   | Ventetid                                         | Alderskrav          |
| ------ | ------------------------------------------------ | ------------------- |
| 1.dan  | 1.kyu                                            | Mindst 15 år gammel |
| 2.dan  | Mindst 1½ års træning efter modtagelse af 1. dan |                     |
| 3.dan  | Mindst 2 års træning efter modtagelse af 2. dan  |                     |
| 4.dan  | Mindst 3 års træning efter modtagelse af 3. dan  |                     |
| 5.dan  | Mindst 4 års træning efter modtagelse af 4. dan  |                     |
| 6.dan  | Mindst 5 års træning efter modtagelse af 5. dan  |                     |
| 7.dan  | Mindst 6 års træning efter modtagelse af 6. dan  |                     |
| 8.dan  | Mindst 10 års træning efter modtagelse af 7. dan |                     |
| 9.dan  | Tildeles af et eksklusivt dommerpanel            |                     |
| 10.dan | Tildeles af et eksklusivt dommerpanel            |                     |

### Titler
Titler kan blive tildelt til ovenstående dan-grader. Disse titler kan inddeles i Renshi, Kyoshi, Hanshi og Meijin. Kvalifikationer til de enkelte titler er opført nedenfor:
| Titel  | Krav   | Vilkår |  |
| ------ | ------ | --- |  |
| Renshi | 4.dan  | Minimum to år efter modtagelse af 4. dan. Skriftlig prøve eller publikation er påkrævet. |  |
| Kyoshi | 6.dan  | Minimum to år efter modtagelse af 6. dan. Skriftlig prøve eller publikation er påkrævet. |  |
| Hanshi | 8.dan  | Fremtrædende indsat for udviklingen af kendo. Minimum 50 år gammel. Minimum 8. dan. En person med fremtrædende karakter samt erfaring i lederskab. Skriftlig prøve eller publikation er påkrævet. |  |
| Meijin | 10.dan | Skænket af Det Eksklusive Dommerpanel (the Executive Board of Examiners). |  |

## Divisioner
The International Martial Arts Federation (IMAF) har syv divisioner, der repræsenterer forskellige japanske kampdiscipliner. Disse divisioner inkluderer følgende:

### Aikido Division
- Aikido

### Iaido Division
- Iaidō

### Judo Division
- Judo

### Jujutsu Division
- Jujutsu

### Karate Division
- Karate

### Kendo Division
International Martial Arts Federation (IMAF) definerer Kendo som 'sværdets vej' og betragter Kendo som en moderne kampsport, der er baseret på den gamle Kenjutsu.

### Kobudo (Okinawan kobudo) Division
Kobudo under International Martial Arts Federation (IMAF) er våbensystemer fra Okinawa og må ikke forveksles med budo-systemet, Kobudo.

## Internationale kendoforbund
Eksempler på andre internationale kendoforbund der organiserer den moderne form for Kendo:
- All Japan Budo Federation (AJBF)
- Dai Nippon Butoku Kai (DNBK)
- International Budokan Kendo Federation (IBKF)
- International Kendo Federation (FIK)

## Ekstern henvisning
- Den officielle hjemmeside for International Martial Arts Federation (IMAF).